# كسيلاغاني (رودوبي)
كسيلاغاني (Ξυλαγανή) هي مدينة في رودوبي في مقاطعة فوريا إلادا في اليونان.